# 利克
利克（法語：Licques，法語發音：[lik]）是法国上法蘭西大區加来海峡省的一个市镇，属于加来区。

## 地理
利克（50°47'7"N, 1°56'12"E）面积18.36 平方千米，位于法国上法蘭西大區加来海峡省，该省份为法国北部沿海省份，西北濒北海，南至索姆省，东临北部省。
与利克接壤的市镇（或旧市镇、城区）包括：罗德兰冈、阿朗邦、布克欧、克莱尔克、埃尔班冈、奥坎冈、朗德勒坦莱萨德尔、勒贝尔格、桑冈。

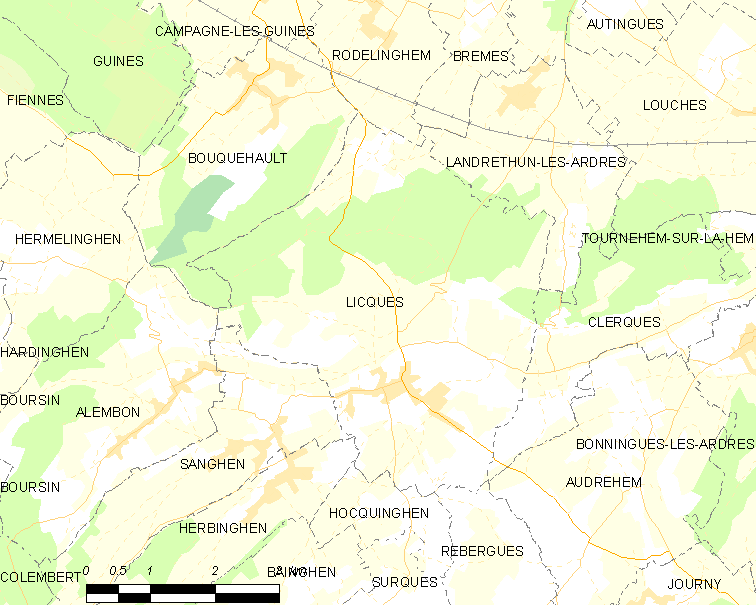
利克的OSM定位图

利克的时区为UTC+01:00、UTC+02:00（夏令时）。

## 行政
利克的邮政编码为62850，INSEE市镇编码为62506。

## 政治
利克所属的省级选区为加来第二县。

## 人口

1962-2008年间利克人口变化图示

利克于2022年1月1日时的人口数量为1657人。